# Ajeje Brazorf
Ajeje Brazorf (pronunciato [aʎːeʎːe braːzɔrf] o [ajeje braːzɔrf], scritto meno comunemente Ajeje Brazov) è un personaggio immaginario interpretato da Aldo Baglio, componente del trio Aldo, Giovanni e Giacomo.
Il personaggio appare nel primo film del trio Tre uomini e una gamba, nelle trasmissioni televisive Su la testa!, Cielito lindo e in numerosi spettacoli teatrali e gag del gruppo; inoltre, nel film Il ricco, il povero e il maggiordomo, Aldo si spaccia per il petroliere Samir Uzmin e afferma di voler comprare la Juventus, l'Inter e il Milan per suo figlio "Ajeje Abdir Brazorf Uzmin III".
Questo personaggio, stereotipo e icona parodistica, amara ed ironica di un certo tipo di persona giovane e della sua condizione sociale, rappresenta una rivisitazione dei personaggi tipici del genere neorealista. La notorietà di questo personaggio è cresciuta a dismisura negli anni, anche grazie alla diffusione degli sketch su Internet e allo status di cult movie raggiunto da Tre uomini e una gamba. Nell'immaginario collettivo italiano l'espressione "Ajeje Brazorf" è diventata un vero e proprio fenomeno di costume, tanto da essere utilizzata anche in ambito giornalistico per descrivere il fenomeno dell'evasione tariffaria sui mezzi di trasporto pubblico, tema dello spezzone comico di cui il personaggio è protagonista.

## Biografia del personaggio
Il personaggio è un giovane passeggero di un tram che un controllore, interpretato da Giovanni, sospettando che non abbia il biglietto, fa scendere dal mezzo chiedendogli di mostrare il titolo di viaggio. Aldo inizialmente tergiversa fingendo di cercarlo, chiarendo con vigore d'essere una persona onesta che paga ogni imposta (incluso il canone televisivo pur senza possedere un televisore), e narrando minuziosamente, ma non realisticamente, il momento della timbratura (raccontando ad esempio che le persone sul tram si sarebbero spostate in gruppo per farlo passare ed avrebbero applaudito e fatto una ola nel momento in cui avrebbe timbrato), motivo per cui il controllore gli dice più volte di non dire stupidaggini e non fare lo spiritoso; dopo una serie di battibecchi, il giovane trova un biglietto e lo consegna al controllore, ma esso è stato timbrato più volte, pertanto non è valido.
Il controllore vuole quindi comminare ad Aldo la sanzione prevista e gli chiede le sue generalità; Aldo risponde "In generale sto così e così" e Giovanni, arrabbiandosi, precisa di voler sapere il suo nome e cognome per il verbale. A questo punto nasce l'appellativo del personaggio: Aldo si presenta infatti con un nome e un cognome assolutamente improbabili, "Ajeje Brazorf", palesemente inventati sul momento per evitare di pagare la multa.
Successivamente il controllore, convinto che il nome dichiarato non sia vero, chiede a Brazorf di mostrargli un documento di identità, ma il giovane gli consegna un portadocumenti vuoto, fingendo di scoprire in quel momento di essere stato vittima di furto da parte di scippatori abilissimi, che gli avrebbero rubato solo il documento lasciandogli la custodia. Il controllore quindi vorrebbe portarlo in questura per accertamenti, ma Brazorf si rifiuta ed inizia a piangere e a lamentarsi.
Nella gag appare anche Giacomo, nei panni di un anziano signore (o di un giovane cassaintegrato, nelle prime versioni) impiccione, che arriva poco dopo e vuole assolutamente intervenire nell'alterco tra i due per vedere giustizia fatta ai danni di Brazorf, e che quando il giovane ed il controllore cercano di zittirlo, allontanarlo o prenderlo in giro reclama rispetto per il suo passato in guerra o per le sue fatiche di lavoratore.

### Scena conclusiva
Lo sketch finisce con una scena che è stata cambiata diverse volte nel corso degli anni:
- nella trasmissione televisiva Cielito lindo (1993) Brazorf dice addirittura di essere stato trascinato a bordo del tram contro la sua volontà e l'impiccione dice al controllore, riferendosi ad Ajeje, "ma non vede che è un disoccupato?". Il controllore gli chiede se sia vero, ricevendo una risposta affermativa, poi chiede a Giacomo che lavoro faccia lui e quest'ultimo vergognosamente risponde "cassaintegrato". Giovanni, impietosito, squadra sarcasticamente gli altri due e offre loro un caffè;[5]
- nello spettacolo Tel chi el telùn (1999) il controllore si impietosisce e perdona un Brazorf in lacrime, lasciandolo andare e dicendogli che sarebbe stato meglio dire subito di non avere il biglietto, però egli repentinamente fugge dandogli del pirla;[1] la stessa versione, con qualche leggera modifica, verrà poi ripetuta nella trasmissione Zelig (2019).[6]
- nel film Tre uomini e una gamba (1997), in cui la sequenza è contestualizzata all'interno di un vecchio film neorealista in bianco e nero chiamato Biglietto amaro e diretto da un immaginario regista chiamato Remo Garpelli, Brazorf, dopo aver detto anche in questo caso che non voleva salire sul tram, approfitta di un momento di distrazione per scappare via di corsa, venendo inseguito dal controllore. Il vecchietto impiccione, rincorrendo a perdifiato il controllore per restituirgli la borsa e il libretto dei verbali che gli erano stati affidati, viene colto da un malore, si accascia a terra e muore. Brazorf, invece, sale al volo su un altro tram, da cui riesce a scendere prima della ripartenza, mentre il controllore che lo insegue viene bloccato da un altro controllore che, vedendolo senza divisa, borsa e verbali, lo ferma intimandogli di esibire il biglietto, non sapendo e non credendo di avere di fronte un collega;[7]
- nella versione presentata a Radio Italia (2013) si scopre che Giovanni non è un vero controllore ma che si spaccia per tale per poter usufruire gratuitamente dei mezzi pubblici. Una volta svelato il segreto, egli invita gli altri a prendere un caffè.[8]

## Concezione e sviluppo
Il personaggio, così come l'intero sketch di cui è protagonista, è ispirato alle vicende vissute in gioventù dal suo interprete Aldo Baglio, il quale ha raccontato di essere stato più volte sorpreso senza un biglietto regolarmente convalidato sui mezzi pubblici, in quanto, volendo risparmiare a causa di problemi economici, obliterava il biglietto solo quando vedeva salire a bordo un controllore . La prima versione dello sketch del viaggiatore senza biglietto fu proposta nel 1990 all'interno del programma Gran Premio dai soli Aldo e Giovanni, ancora non in trio con Giacomo (quindi senza l'anziano signore che si intromette): in esso il personaggio che poi sarebbe diventato Ajeje Brazorf affermava di chiamarsi "Aldo Giovanni, Giovanni di nome e Aldo di cognome".

## Altre apparizioni
Il personaggio compare anche nello spettacolo teatrale Il Circo di Paolo Rossi, solo che stavolta interpreta un volontario tra il pubblico che vuole farsi curare. Nel primo sketch di La famiglia Ubaldi il personaggio è un monco che risponde alla richiesta di Ubaldo (Giovanni) di offrirsi per provare a guarire dalla sua condizione. Nel secondo sketch, invece, interpreta il medesimo personaggio, solo che stavolta è affetto da cecità.